# 浦田站 (福岡縣)

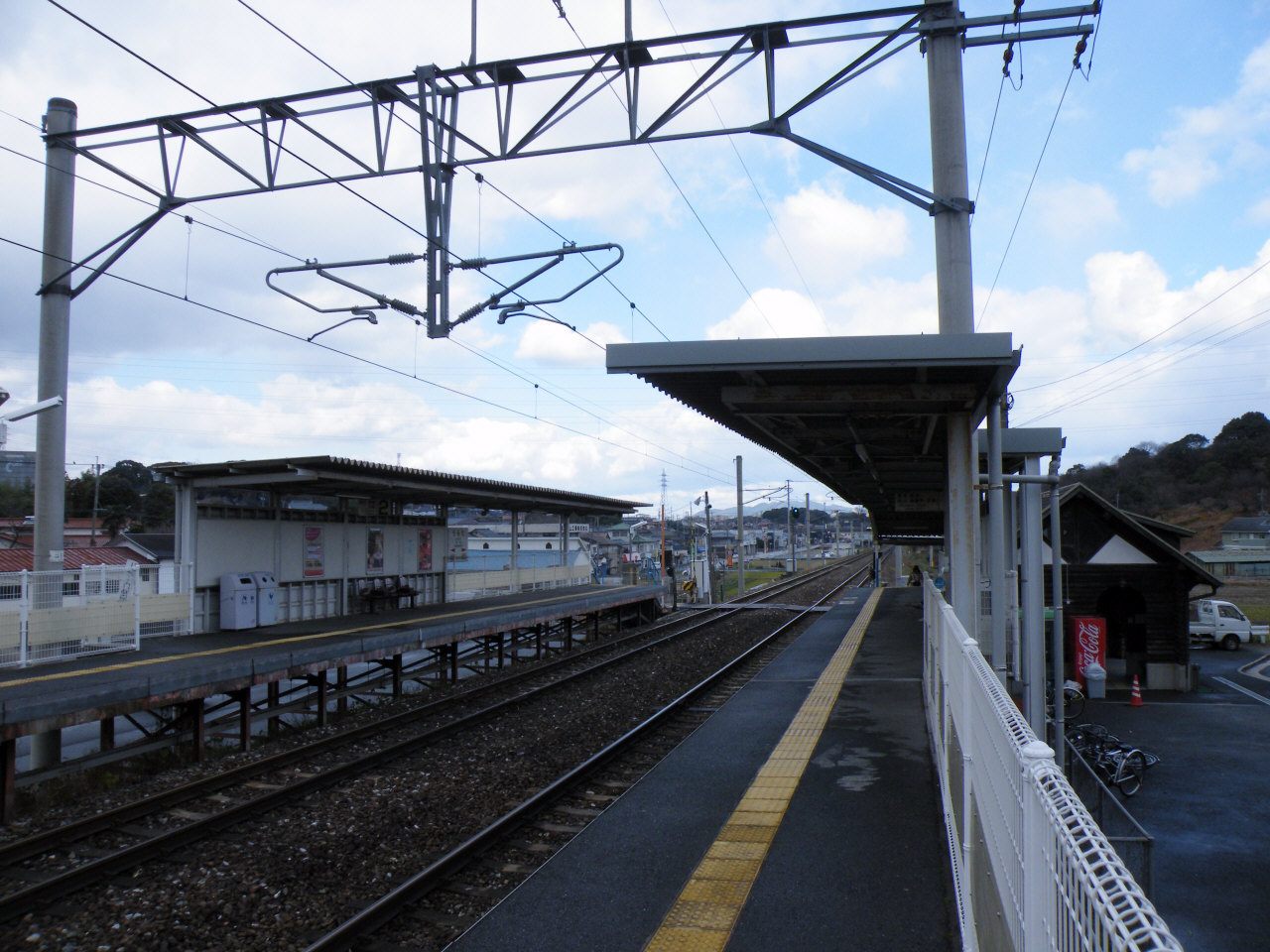
月台(2009年1月)

浦田站（日语：／ Urata eki */?）是位於福岡縣飯塚市鯰田2415番2號，九州旅客鐵道（JR九州）的筑豐本線（福北豐線）車站。車站編號為JC15。

## 歷史
- 1989年（平成元年）3月11日 - 車站啟用[1]。
- 2009年（平成21年）3月1日 - 此站可以使用IC卡「SUGOCA」[3]。
- 2015年（平成27年）3月14日 - 成為無人車站[2]。

## 車站構造
車站是一座地面車站，設有2面2線的相對式月台。車站大樓位於飯塚、博多站方向的下行月台側，對面月台為直方、折尾方向的上行月台。兩月台之間於直方一端設有站內平交道連接。大樓是一座木屋風建築物和位於東邊。車站西邊設有出入口，但是沒有車站大樓。此站設有簡易型自動售票機。
此站可使用SUGOCA，但是不能購買SUGOCA，只可為SUGOCA增值。

### 月台
| 月台 | 路線     | 上下行 | 方向             |
| ---- | -------- | ------ | ---------------- |
| 1    | 福北豐線 | 下行   | 新飯塚、博多方向 |
| 2    | 福北豐線 | 上行   | 直方、折尾方向   |

## 使用狀況
在2016年度的1日平均乘車人次為288人。
| 乘車人次變化 | 乘車人次變化 |
| 年度         | 1日平均人次  |
| ------------ | ------------ |
| 2007年       | 258          |
| 2008年       | 258          |
| 2009年       | 260          |
| 2010年       | 254          |
| 2011年       | 273          |
| 2012年       | 268          |
| 2013年       | 277          |
| 2014年       | 288          |
| 2015年       | 287          |
| 2016年       | 288          |

## 車站周邊
從車站步行15分鐘可到達飯塚賽車場，在比賽日，除了定期票乘客外，會有其他一般車票乘客使用車站。於車站西邊設有民營的泊車轉乘停車場（月租）。
- 浦田公民館
- 松本團地
- 篠田團地
- 長壽之森
- 麻生愛宕團地
- 旌忠公園
- 國道200號（日语：国道200号）

## 相鄰車站
九州旅客鐵道（JR九州）
 福北豐線（筑豐本線）
■快速、■普通
鯰田（JC16）－鯰田（JC15）－新飯塚（JC14）

## 注腳
1. 1 2 3 4 5 6 7 8 9  . 週刊JR全駅・全車両基地 (朝日新聞出版). 2012-09-23, (07): 22 （日语）.
2. 1 2  小原擁(2015年3月7日). “JR九州:無人化、新たに20駅発表”. 毎日新聞 (毎日新聞社)
3. ↑  . 交通新聞 (交通新聞社). 2009-03-03: 1 （日语）.
4. ↑  SUGOCA 利用可能エリア （页面存档备份，存于）（日語） 九州旅客鐵道，截至平成28年3月26日（2016年10月5日參閲）。
5. ↑  飯塚統計 （交通・運輸） JR九州使用狀況

## 外部連結
- 浦田（車站資訊） - 九州旅客鐵道（日語）